# Christiansborg Rundt
Christiansborg Rundt er en svømmebegivenhed arrangeret af Dansk Svømmeunion. Christiansborg Rundt blev arrangeret første gang i 2006, og er Danmarks største motionssvømmearrangement i åbent vand. Der svømmes en gang rundt i kanalerne omkring Christiansborg, med start og slut i Frederiksholms Kanal. I 2009 var der mere end 1000 deltagere. I starten var ruten 1900 m lang, men blev senere udvidet til 2000 m. I 2008 blev der afholdt DM i 10 km åbent vand-svømning samtidig med motionsdelen af Christiansborg Rundt. DM-deltagerne skulle således svømme turen rundt fem gange. I 2009 blev arrangementet udvidet med en afdeling af FINAs World Cup i 10 km åbent vand-svømning. Ved arrangementet i 2010 er der indført en 4x500 m holdkap.

## Historie
Christiansborg Rundt blev afholdt første i 2006. Arrangementet var oprindeligt planlagt til at finde sted d. 12. august, men på grund af en stor forekomst af alger i kanalerne måtte arrangementet udsættes en uge. Der var i første omgang 400 tilmeldte, men på grund af den ændrede dato måtte mange melde fra. I alt var der 256 der gennemførte den 1900 meter lange tur. I 2007 stillede ca. 500 svømmere til start. Arrangementet var dette år blevet udvidet med firemandsstafetter, og i alt fem hold stillede op til stafet. I 2008 blev ruten justeret med bøjer, således at ruten blev forlænget med 100 m til 2000 m. Dette skyldte at Dansk Svømmeunion valgte at lægge DM i 10 km åbent vand-svømning samtidig med Christiansborg Rundt. Med en rute på 2000 m skulle DM-deltagerne således ud på 5 omgange. I 2010 blev startområdet flyttet fra Frederiksholms Kanal og ud i havnen lige ved Den Sorte Diamant. Dette betød at der kunne starte flere svømmere samtidig, og arrangementet kunne udvides til at omfatte flere deltagere. Hvert år siden det første Christiansborg Rundt har der været flere deltagere end året før.
I 2011 blev Christiansborg Rundt aflyst pga. et uvejr tidligt om morgenen på dagen for arrangementet, som medførte overløb fra kloakker og E.Coli i vandet. I 2012 overraskede Kronprinsesse Mary alle ved at stille til start i det første heat og gennemføre de 2 km i 35 minutter og 20 sekunder. Kronprinsessen svømmede turen rundt sammen med den tidligere topsvømmer Mette Jacobsen.

## Svømningen
Der startes fra en platform, som er lagt ud i vandet. Svømmerne er delt op i heat, som er grupper af 20-25 svømmere der starter samtidig. Svømmerne i motionsheat'ene hopper ned i vandet og holder fast i platformen inden starten går. Konkurrenceheat'ene, som ligger sidst på dagen, og er forbeholdt de formodet hurtigste svømmere, starter med et spring fra platformen. Alle svømmere får udleveret en badehætte med navn og stregkode på, som de skal have på under svømningen. Alle svømmere i samme heat har samme farve badehætte.

### Tidtagning
De første gange der blev afholdt Christiansborg Rundt blev tidtagningen foretaget med en stregkodelæser af stregkoder, der var klistret på svømmernes badehætter. Fra 2010 er der indført et nyt tidtagningssystem, hvor svømmerne har et velcroarmbånd med en chip om håndleddet. Tiden registreres når svømmerne berører en plade i mål. I 2012 blev tiden dog registreret vha. en chip monteret på anklen, og blev således først målt når svømmeren var oppe på målpontonen.

### Ruten
Svømmeturen har start og mål i Frederiksholms Kanal. Fra startområdet går turen ud i havnen, forbi Den Sorte Diamant, hvorefter der svømmes ind i kanalerne igen lige efter Knippelsbro. Dernæst går turen forbi Børsen, Højbro Plads og Gammel Strand, og der afsluttes i Frederiksholms Kanal. I 2010 er startstedet flyttet fra Frederiksholm Kanal og ud i havnen ved Den Sorte Diamant.

### Krüger-stafetten
I stafetten stilles der med et hold på fire personer, som hver svømmer 500 m. Første svømmer starter ved Den Sorte Diamant, og der skiftes ved Nationalbanken, Gammel Strand og i Frederiksholms Kanal. Et silikonearmbånd fungerer som depeche, og skal videregives fra svømmer til svømmer.

### Sikkerhed
Langs med ruten er der livreddere i både og på rescue boards som følger svømmerne, og kan assistere dem hvis der bliver problemer undervejs. Der er også altid læger til stede. I 2009 var der mange brandmænd i kanalerne, og mange svømmere blev forbrændt.

## Vindere gennem tiden
| År   | Herrer              | Damer                  |
| ---- | ------------------- | ---------------------- |
| 2006 | Jakob Carstensen    | Trine Søby             |
| 2007 | Jens Toft Allerup   | Mathilde Riis Sørensen |
| 2008 | Jacob Petersen-Bach | Julie Hjorth-Hansen    |
| 2009 | Lasse Offersen      | Trine Gudnitz          |
| 2010 | Nicklas Luplau      | Mathilde Riis Sørensen |
| 2012 | Anton Ipsen         | Mathilde Riis Sørensen |

## FINA10K Marathon Swimming World Cup
I 2009 blev der på dagen for Christiansborg Rundt endvidere afholdt World Cup i 10 km åbent vand-svømning. Det var første gang der blev afholdt et officielt FINA-arrangement i Danmark. Ved arrangementet deltog 13 herrer og 14 damer fra 10 forskellige lande. For at svømme 10 km skulle svømmerne fem gange rundt om Christiansborg. Hos herrerne vandt tyske Thomas Lurz, mens det var brasilianske Poliana Okimoto som vandt for damerne. I alt var der seks danske deltagere, tre damer og tre herrer. Bedst placerede dansker blev Mathilde Riis Sørensen, som endte på en 7. plads. Hos herrerne var det Flemming Sørensen som opnåede højeste placering, han sluttede som nummer 10. Der var tre svømmere som måtte udgå, heriblandt den danske VM-deltager Julie Hjorth-Hansen som blev for afkølet undervejs.